# Olimpijska prisega
Olimpijska prisega je prisega koju polažu po jedan sportaš u ime svih natjecatelja i jedan sudac u ime sudačke službe na ceremoniji otvaranja Olimpijskih igara. Prisega sportaša je prvi puta izrečena na Olimpijskim igrama u Antwerpenu 1920., i od tada je standardno u programu. Prisega sudaca je prvi puta uvedena na Zimskim olimpijskim igrama u Sapporu 1972. Prisegu izgovaraju jedan odabrani sportaš i jedan sudac iz reda domaćina Igara.
Olimpijska prisega sportaša glasi: U ime svih natjecatelja, obećavam da ćemo sudjelovati u ovim Olimpijskim igrama, poštovati i ustrajati u pravilima koja vladaju njima, povjeravajući sebe sportu bez dopinga i droge, u istinskom sportskom duhu, za slavu sporta i čast naših momčadi.
Olimpijska zakletva sudaca glasi: U ime sudačke službe i svih sudaca, obećavam da ćemo obavljati svoje zadatke na ovim Olimpijskim igrama potpuno nepristrano, poštujući i provodeći pravila natjecanja, u istinskom sportskom duhu.
Tekst zakletve se mijenjao kroz povijest. Prva verzija prisege sportaša na Igrama 1920. glasila je: Zaklinjemo se da ćemo sudjelovati u ovim Olimpijskim igrama u duhu viteštva, na čast naše države i slavu sporta. Kasnije su riječi zaklinjemo zamijenjena s obećajemo te država s momčadi. Dio koji govori o dopingu je dodan na Igrama u Sydneyu 2000.

## Popis govornika prisege
U tablici je popis sportaša i sudaca koji su u ime kolega izgovarali prisegu:
| Igre      | Natjecatelj                             | Sudac                       | Trener                     |
| --------- | --------------------------------------- | --------------------------- | -------------------------- |
| OI 1920.  | Victor Boin                             | -                           | -                          |
| ZOI 1924. | Camille Mandrillon                      | -                           | -                          |
| OI 1924.  | Georges André                           | -                           | -                          |
| ZOI 1928. | Hans Eidenbenz                          | -                           | -                          |
| OI 1928.  | Henri Dénis                             | -                           | -                          |
| ZOI 1932. | Jack Shea                               | -                           | -                          |
| OI 1932.  | George Calnan                           | -                           | -                          |
| ZOI 1936. | Wilhelm Bogner                          | -                           | -                          |
| OI 1936.  | Rudolf Ismayr                           | -                           | -                          |
| ZOI 1948. | Bibi Torriani                           | -                           | -                          |
| OI 1948.  | Don Finlay                              | -                           | -                          |
| ZOI 1952. | Torbjorn Falkanger                      | -                           | -                          |
| OI 1952.  | Heikki Savolainen                       | -                           | -                          |
| ZOI 1956. | Giuliana Chenal-Minuzzo                 | -                           | -                          |
| OI 1956.  | John Landy Henri Saint Cyr              | -                           | -                          |
| ZOI 1960. | Carol Heiss                             | -                           | -                          |
| OI 1960.  | Adolfo Consolini                        | -                           | -                          |
| ZOI 1964. | Paul Aste                               | -                           | -                          |
| OI 1964.  | Takashi Ono                             | -                           | -                          |
| ZOI 1968. | Leo Lacroix                             | -                           | -                          |
| OI 1968.  | Pablo Garrido                           | -                           | -                          |
| ZOI 1972. | Keiichi Suzuki                          | Fumio Asaki                 | -                          |
| OI 1972.  | Heidi Schüller                          | Heinz Pollay                | -                          |
| ZOI 1976. | Werner Delle-Karth                      | Willy Köstinger             | -                          |
| OI 1976.  | Pierre St.-Jean                         | Maurice Fauget              | -                          |
| ZOI 1980. | Eric Heiden                             | Terry McDermott             | -                          |
| OI 1980.  | Nikolay Andrianov                       | Aleksandr Medved            | -                          |
| ZOI 1984. | Bojan Križaj                            | Dragan Perović              | -                          |
| OI 1984.  | Edwin Moses                             | Sharon Weber                | -                          |
| ZOI 1988. | Pierre Harvey                           | Suzanna Morrow-Francis      | -                          |
| OI 1988.  | Hur Jae                                 | Lee Hak-Rae                 | -                          |
| ZOI 1992. | Surya Bonaly                            | Pierre Bornat               | -                          |
| OI 1992.  | Luis Doreste Blanco                     | Eugeni Asensio              | -                          |
| ZOI 1994. | Vegard Ulvang                           | Kari Karing                 | -                          |
| OI 1996.  | Teresa Edwards                          | Hobie Billingsly            | -                          |
| ZOI 1998. | Kenji Ogiwara                           | Junko Hiramatsu             | -                          |
| OI 2000.  | Rechelle Hawkes                         | Peter Kerr                  | -                          |
| ZOI 2002. | Jimmy Shea                              | Allen Church                | -                          |
| OI 2004.  | Zoe Dimoschaki                          | Lazaros Voreadis            | -                          |
| ZOI 2006. | Giorgio Rocca                           | Fabio Bianchetti            | -                          |
| OI 2008.  | Zhang Yining                            | Huang Li Pei                | -                          |
| ZOI 2010. | Hayley Wickenheiser                     | Michel Verrault             | -                          |
| OI 2012.  | Sarah Stevenson                         | Mik Basi                    | Eric Farrell               |
| ZIO 2014. | Ruslan Zakharov                         | Vyacheslav Vedenin          | Anastasiya Popova          |
| OI 2016.  | Robert Scheidt                          | Martinho Nobre              | Adriana Santos             |
| ZOI 2018. | Mo Tae-bum                              | Uchi Kim                    | Chiro Park                 |
| OI 2020.  | Kasumi Ishikawa i Ryota Yamagata        | Asumi Tsuzaki i Masato Kato | Reika Utsugi i Kosei Inoue |
| ZOI 2022. | Liu Jiayu i Wang Qiang                  | Yongchun Tao                | Ji Xiaoou                  |
| OI 2024.  | Florent Manaudou i Mélina Robert-Michon |                             |                            |